# Список губернаторов Миннесоты
Ниже перечислены все губернаторы территории и штата Миннесота. Губернатор Миннесоты является главой исполнительной власти и главнокомандующим национальной гвардией штата Миннесота. В 1849 году была учреждена территория Миннесота, пост губернатора которой занимали всего три человека, пока в 1858 году Миннесота не стала штатом. С тех пор пост губернатора штата занимал 41 человек.

## Губернаторы территории Миннесота
3 марта 1849 года Конгресс принял законопроект об организации территории Миннесота и её территориального правительства. Согласно ему исполнительная власть и полномочия были сосредоточены у губернатора территории, который избирался на 4 года и должен был исполнять свои обязанности до назначения нового губернатора или отстранения от должности президентом США. Губернатор должен был проживать в пределах указанной территории, быть командиром военных территории, выполнять обязанности суперинтенданта по делам индейцев. Он мог подписывать помилования за преступления против законов территории.
Первый губернатор Александр Рамси вступил в должность 1 июня 1849 года. Он был единственным губернатором и территории, и штата Миннесоты. Полный срок на этой должности также пробыл Уиллис Горман, Сэмюэль Медари проработал год до 11 мая 1858 года, когда восточная часть территории была принята в Союз в качестве штата Миннесота.
Губернаторы территории Миннесота:
 Партия вигов (1)
 Демократическая партия (2)
| № | Портрет | Губернатор | Губернатор                 | Вступил в должность | Покинул должность | Кем назначен    |
| - | ------- | ---------- | -------------------------- | ------------------- | ----------------- | --------------- |
| 1 |         |            | Александер Рэмзи 1815—1903 | 1 июня 1849         | 15 мая 1853       | Закари Тейлор   |
| 2 |         |            | Уиллис Горман 1816—1876    | 15 мая 1853         | 23 апреля 1857    | Франклин Пирс   |
| 3 |         |            | Сэмюель Медэри 1801—1864   | 23 апреля 1857      | 24 мая 1858       | Джеймс Бьюкенен |

## Губернаторы штата Миннесота
В декабре 1856 года Генри Райс, представитель территории Миннесота в Конгрессе, представил законопроект о вступлении Миннесоты в союз. Он был принят 27 февраля 1857 года. 11 мая 1858 года Конгресс принял закон о принятии Миннесоты в Союз в качестве штата, это решение было подтверждено президентом США Джеймсом Бьюкененом. Однако информация дошла до Миннесоты только через 2 недели, и 24 мая 1858 года государственные должностные лица приняли присягу, и было создано правительство штата Миннесоты. Первым губернатором штата стал Генри Хейстингс Сибли. На 2016 год 40-м губернатором Миннесоты является Марк Дейтон, он вступил в должность 3 января 2011 года, а на выборах 2014 года был переизбран.
С 1858 года согласно принятой конституции губернаторский срок составлял 2 года. В 1958 году была принята поправка к конституции штата, которая продлевала срок до 4 лет, она вступила в силу в 1963 году.
Губернаторы штата Миннесота:
 Республиканская партия/Независимая республиканская партия (26)
 Партия реформ → Независимая партия Миннесоты (1)
 Фермерско-трудовая партия Миннесоты (3)
 Демократическая партия (4)
 Демократическая фермерско-трудовая партия Миннесоты (6)
| №  | Портрет                        | Губернатор (годы жизни, профессия) | Губернатор (годы жизни, профессия)                                | Вступил в должность | Покинул должность | вице-губернатор (годы жизни) | вице-губернатор (годы жизни)    |
| -- | ------------------------------ | ---------------------------------- | ----------------------------------------------------------------- | ------------------- | ----------------- | ---------------------------- | ------------------------------- |
| 1  |                                |                                    | Генри Хейстингс Сибли 1811—1891 торговец мехом                    | 24 мая 1858         | 2 января 1860     |                              | Уильям Холкомб 1804—1870        |
| 2  |                                |                                    | Александр Рамси 1815—1903 адвокат                                 | 2 января 1860       | 10 июля 1863      |                              | Игнатиус Доннелли 1831—1901     |
| 2  | Генри Свифт 1823—1869          |                                    | Александр Рамси 1815—1903 адвокат                                 | 2 января 1860       | 10 июля 1863      |                              |                                 |
| 3  |                                |                                    | Генри Свифт 1823—1869 учитель, адвокат                            | 10 июля 1863        | 11 января 1864    |                              | вакантно                        |
| 4  |                                |                                    | Стивен Миллер 1816—1881 железнодорожник                           | 11 января 1864      | 8 января 1866     |                              | Чарльз Шервуд 1833—1895         |
| 5  |                                |                                    | Уильям Рейни Маршалл 1825—1896 торговец, фермер, банкир           | 8 января 1866       | 9 января 1870     |                              | Томас Генри Армстронг 1829—1891 |
| 6  |                                |                                    | Гораций Остин 1831—1905 учитель, адвокат                          | 9 января 1870       | 7 января 1874     |                              | Уильям Холл Йель 1831—1917      |
| 7  |                                |                                    | Кашмен Келлог Дэвис 1838—1900 адвокат                             | 7 января 1874       | 7 января 1876     |                              | Альфонсо Барто 1834—1899        |
| 8  |                                |                                    | Джон Пилсбери 1827—1901 торговец оборудованием, дровосек          | 7 января 1876       | 10 января 1882    |                              | Джеймс Уэйкфилд 1825—1910       |
| 8  | Чарльз Гилман 1833—1927        |                                    | Джон Пилсбери 1827—1901 торговец оборудованием, дровосек          | 7 января 1876       | 10 января 1882    |                              |                                 |
| 9  |                                |                                    | Люциус Хаббард 1836—1913 жестянщик, мельник                       | 10 января 1882      | 5 января 1887     |                              | Чарльз Гилман 1833—1927         |
| 10 |                                |                                    | Эндрю Райан Макгилл 1840—1905 учитель, адвокат                    | 5 января 1887       | 9 января 1889     |                              | Альберт Райс 1845—1921          |
| 11 |                                |                                    | Уильям Раш Мерриам 1849—1931 банкир                               | 9 января 1889       | 9 января 1893     |                              | Альберт Райс 1845—1921          |
| 11 | Гидеон Айвз 1846—1927          |                                    | Уильям Раш Мерриам 1849—1931 банкир                               | 9 января 1889       | 9 января 1893     |                              |                                 |
| 12 |                                |                                    | Ньют Нельсон 1843—1923 адвокат                                    | 9 января 1893       | 31 января 1895    |                              | Дейвид Клаф 1846—1924           |
| 13 |                                |                                    | Дейвид Клаф 1846—1924 лесоруб                                     | 31 января 1895      | 2 января 1899     |                              | Фрэнк Дей 1855—1928             |
| 13 | Джон Гиббс 1838—1908           |                                    | Дейвид Клаф 1846—1924 лесоруб                                     | 31 января 1895      | 2 января 1899     |                              |                                 |
| 14 |                                |                                    | Джон Линд 1854—1930 адвокат, учитель                              | 2 января 1899       | 7 января 1901     |                              | Линдон Смит 1854—1918           |
| 15 |                                |                                    | Сэмюель Ван Сант 1844—1936 основатель компании по сплаву деревьев | 7 января 1901       | 4 января 1905     |                              | Линдон Смит 1854—1918           |
| 15 | Рэй Джонс 1838—1908            |                                    | Сэмюель Ван Сант 1844—1936 основатель компании по сплаву деревьев | 7 января 1901       | 4 января 1905     |                              |                                 |
| 16 |                                |                                    | Джон Альберт Джонсон 1861—1909 редактор газеты                    | 4 января 1905       | 21 сентября 1909  |                              | Рэй Джонс 1838—1908             |
| 16 | Адольф Эберхарт 1870—1944      |                                    | Джон Альберт Джонсон 1861—1909 редактор газеты                    | 4 января 1905       | 21 сентября 1909  |                              |                                 |
| 17 |                                |                                    | Адольф Эберхарт 1870—1944 адвокат                                 | 21 сентября 1909    | 5 января 1915     |                              | Эдвард Эверет Смит 1861—1931    |
| 17 | Гордон Самюэль 1861—1940       |                                    | Адольф Эберхарт 1870—1944 адвокат                                 | 21 сентября 1909    | 5 января 1915     |                              |                                 |
| 17 | Барнкуист Джозеф 1879—1961     |                                    | Адольф Эберхарт 1870—1944 адвокат                                 | 21 сентября 1909    | 5 января 1915     |                              |                                 |
| 18 |                                |                                    | Уинфилд Хаммонд 1863—1915 учитель, адвокат                        | 5 января 1915       | 30 декабря 1915   |                              | Барнкуист Джозеф 1879—1961      |
| 19 |                                |                                    | Бёрнквист Джозеф 1879—1961 адвокат                                | 30 декабря 1915     | 5 января 1921     |                              | Салливан Джордж 1867—1935       |
| 19 | Томас Фрэнксон 1869—1939       |                                    | Бёрнквист Джозеф 1879—1961 адвокат                                | 30 декабря 1915     | 5 января 1921     |                              |                                 |
| 20 |                                |                                    | Джейкоб Прюс 1883—1961 адвокат, бизнесмен                         | 5 января 1921       | 6 января 1925     |                              | Луис Коллинз 1882—1950          |
| 21 |                                |                                    | Теодор Кристенсон 1883—1948 редактор, издатель                    | 6 января 1925       | 6 января 1931     |                              | Уильям Нолан 1874—1943          |
| 21 | Чарльз Эдвард Адамс 1867—1936  |                                    | Теодор Кристенсон 1883—1948 редактор, издатель                    | 6 января 1925       | 6 января 1931     |                              |                                 |
| 22 |                                |                                    | Флойд Олсон 1891—1936 торговый агент, юрист                       | 6 января 1931       | 22 августа 1936   |                              | Аренс Генри 1873—1963           |
| 22 | Солберг Конрад 1874—1954       |                                    | Флойд Олсон 1891—1936 торговый агент, юрист                       | 6 января 1931       | 22 августа 1936   |                              |                                 |
| 22 | Хьялмар Петерсон 1890—1968     |                                    | Флойд Олсон 1891—1936 торговый агент, юрист                       | 6 января 1931       | 22 августа 1936   |                              |                                 |
| 23 |                                |                                    | Хьялмар Петерсен 1890—1968 журналист                              | 22 августа 1936     | 4 января 1937     |                              | Уильям Ричардсон 1874—1945      |
| 24 |                                |                                    | Элмер Остин Бенсон 1895—1985 банкир, бизнесмен                    | 4 января 1937       | 2 января 1939     |                              | Готфрид Линдстен 1887—1961      |
| 25 |                                |                                    | Гарольд Стассен 1907—2001 адвокат                                 | 2 января 1939       | 27 апреля 1943    |                              | Клайд Элмер Андерсон 1912—1998  |
| 25 | Эдвард Джон Тай 1896—1969      |                                    | Гарольд Стассен 1907—2001 адвокат                                 | 2 января 1939       | 27 апреля 1943    |                              |                                 |
| 26 |                                |                                    | Эдвард Джон Тай 1896—1969 фермер                                  | 27 апреля 1943      | 8 января 1947     |                              | Арчи Миллер 1886—1958           |
| 26 | Клайд Элмер Андерсон 1912—1998 |                                    | Эдвард Джон Тай 1896—1969 фермер                                  | 27 апреля 1943      | 8 января 1947     |                              |                                 |
| 27 |                                |                                    | Лютер Яндл 1896—1978 адвокат                                      | 8 января 1947       | 27 сентября 1951  |                              | Клайд Элмер Андерсон 1912—1998  |
| 28 |                                |                                    | Клайд Элмер Андерсон 1912—1998 распространитель журналов          | 27 сентября 1951    | 5 января 1955     |                              | вакантно                        |
| 28 | Анкер Нельсен 1904—1992        |                                    | Клайд Элмер Андерсон 1912—1998 распространитель журналов          | 27 сентября 1951    | 5 января 1955     |                              |                                 |
| 28 | Дональд Райт 1892—1985         |                                    | Клайд Элмер Андерсон 1912—1998 распространитель журналов          | 27 сентября 1951    | 5 января 1955     |                              |                                 |
| 29 |                                |                                    | Орвилл Фримен 1918—2003 адвокат                                   | 5 января 1955       | 2 января 1961     |                              | Карл Ролваг 1913—1990           |
| 30 |                                |                                    | Элмер Ли Андерсен 1909—2004 бизнес представитель                  | 2 января 1961       | 25 марта 1963     |                              | Карл Ролваг 1913—1990           |
| 31 |                                |                                    | Карл Ролваг 1913—1990 регистратор, шахтёр                         | 25 марта 1963       | 2 января 1967     |                              | Александр Кит 1928—2020         |
| 32 |                                |                                    | Гарольд Левандер 1910—1992 адвокат                                | 2 января 1967       | 4 января 1971     |                              | Джеймс Гоец 1936—2019           |
| 33 |                                |                                    | Уэнделл Андерсон 1933—2016 адвокат                                | 4 января 1971       | 29 декабря 1976   |                              | Руди Перпич 1928—1995           |
| 34 |                                |                                    | Руди Перпич 1928—1995 дантист                                     | 29 декабря 1976     | 4 января 1979     |                              | Алек Олсон 1930—                |
| 35 |                                |                                    | Альберт Куай 1923—2023 фермер                                     | 4 января 1979       | 3 января 1983     |                              | Лу Уанберг 1941—                |
| 36 |                                |                                    | Руди Перпич 1928—1995 дантист                                     | 3 января 1983       | 7 января 1991     |                              | Марлен Джонсон 1946—            |
| 37 |                                |                                    | Эрн Карлсон 1934— политик                                         | 7 января 1991       | 4 января 1999     |                              | Джонел Дирстад 1942—            |
| 37 | Джоан Бенсон 1943—             |                                    | Эрн Карлсон 1934— политик                                         | 7 января 1991       | 4 января 1999     |                              |                                 |
| 38 |                                |                                    | Джесси Вентура 1951— радиоведущий                                 | 4 января 1999       | 6 января 2003     |                              | Мэй Шанк 1934—                  |
| 39 |                                |                                    | Тим Поленти 1960— адвокат                                         | 6 января 2003       | 3 января 2011     |                              | Кэрол Молнау 1949—              |
| 40 |                                |                                    | Марк Дейтон 1947— политик                                         | 3 января 2011       | 7 января 2019     |                              | Ивонн Солон 1946—               |
| 40 | Тина Смит 1958—                |                                    | Марк Дейтон 1947— политик                                         | 3 января 2011       | 7 января 2019     |                              |                                 |
| 41 |                                |                                    | Тим Уолз 1964— политик                                            | 7 января 2019       |                   |                              | Фланаган, Пегги 1979—           |

### Другие должности губернаторов
В таблице приведены другие федеральные должности, которые занимали губернаторы штата (зелёным цветом выделены случаи, когда губернатор подал в отставку, чтобы занять другую должность).
| Губернатор         | Срок полномочий                                                          | Другие должности                                                                          |
| ------------------ | ------------------------------------------------------------------------ | ----------------------------------------------------------------------------------------- |
| Александр Рамси    | 1 июня 1849 — 15 мая 1853 (территориальный) 2 января 1860 — 10 июля 1863 | член палаты представителей США (4 марта 1843 — 3 марта 1847)                              |
| Александр Рамси    | 1 июня 1849 — 15 мая 1853 (территориальный) 2 января 1860 — 10 июля 1863 | Сенатор США (4 марта 1863 — 3 марта 1875)                                                 |
| Александр Рамси    | 1 июня 1849 — 15 мая 1853 (территориальный) 2 января 1860 — 10 июля 1863 | Военный министр США (10 декабря 1879 — 5 марта 1881)                                      |
| Уиллис Горман      | 15 мая 1853 — 23 апреля 1857 (территориальный)                           | член палаты представителей США (4 марта 1849 — 3 марта 1853)                              |
| Генри Сибли        | 24 мая 1858 — 2 января 1860                                              | член палаты представителей США (30 октября 1848 — 3 марта 1853)                           |
| Кушман Дейвис      | 7 января 1874 — 7 января 1876                                            | Сенатор США (4 марта 1887 — 27 ноября 1900)                                               |
| Ньют Нельсон       | 9 января 1893 — 31 января 1895                                           | член палаты представителей США (4 марта 1883 — 3 марта 1889)                              |
| Ньют Нельсон       | 9 января 1893 — 31 января 1895                                           | Сенатор США (4 марта 1895 — 28 апреля 1923)                                               |
| Джон Линд          | 2 января 1899 — 7 января 1901                                            | член палаты представителей США (4 марта 1887 — 3 марта 1893, 4 марта 1903 — 3 марта 1905) |
| Уинфилд Хаммонд    | 5 января 1915 — 30 декабря 1915                                          | член палаты представителей США (4 марта 1907 — 6 января 1915)                             |
| Теодор Кристенсон  | 6 января 1925 — 6 января 1931                                            | член палаты представителей США (4 марта 1933 — 3 января 1937)                             |
| Элмер Остин Бенсон | 4 января 1937 — 2 января 1939                                            | Сенатор США (4 января 1937 — 2 января 1939)                                               |
| Эдвард Джон Тай    | 27 апреля 1943 — 8 января 1947                                           | Сенатор США (3 января 1947 — 3 января 1959)                                               |
| Лютер Яндал        | 8 января 1947 — 27 сентября 1951                                         | Судья федерального окружного суда (29 августа 1951 — 29 мая 1966)                         |
| Орвилл Фримен      | 5 января 1955 — 2 января 1961                                            | Министр сельского хозяйства США (20 января 1961 — 21 января 1969)                         |
| Карл Ролваг        | 25 марта 1963 — 2 января 1967                                            | Посол США в Исландии (5 апреля 1967 — 27 марта 1969)                                      |
| Уэнделл Андерсон   | 4 января 1971 — 29 декабря 1976                                          | Сенатор США (30 декабря 1976 — 29 декабря 1978)                                           |
| Альберт Куи        | 4 января 1979 — 3 января 1983                                            | член палаты представителей США (18 февраля 1958 — 3 января 1979)                          |
| Марк Дейтон        | 3 января 2011 — 7 января 2019                                            | Сенатор США (3 января 2001 — 3 января 2007)                                               |

### Ныне живущие бывшие губернаторы
По состоянию на июль 2025 года живы четыре бывших губернаторов Миннесоты.
| Губернатор     | Срок полномочий               | Дата рождения         |
| -------------- | ----------------------------- | --------------------- |
| Эрн Карлсон    | 7 января 1991 — 4 января 1999 | 24 сентября 1934 года |
| Джесси Вентура | 4 января 1999 — 6 января 2003 | 15 июля 1951 года     |
| Тим Поленти    | 6 января 2003 — 3 января 2011 | 27 ноября 1960 года   |
| Марк Дейтон    | 3 января 2011 — 7 января 2019 | 26 января 1947 года   |

## Комментарии
1. ↑  С 15 ноября 1975 года по 23 сентября 1995 года Республиканская партия Миннесота носила название Независимая республиканская партия
2. ↑  Независимая партия Миннесоты была создана в 1992 году. В 1995 году партия стала частью Партии реформ США и поменяла название на «Партия реформ Миннесоты». В 2000 году партия вернулась к названию Независимая партия Миннесоты
3. ↑  5 апреля 1944 года Демократическая партия Миннесоты и Фермерско-трудовая партия Миннесоты объединились в Демократическую фермерско-трудовую партию Миннесоты
4. 1 2 3 4  Подал в отставку после избрания в Сенат США.
5. ↑  Подал в отставку после избрания в Конгресс США.
6. ↑  Второй губернаторский срок длился три года, в соответствии с внесённой в конституцию поправкой, которая предписывала синхронизацию времени федеральных, окружных и губернаторских выборов.
7. 1 2 3  Умер в должности.
8. ↑  Ушёл служить в военно-морской флот.
9. ↑  Подал в отставку после избрания федеральным судьёй.
10. ↑  Вступила в силу поправка к конституции, согласно которой изменился губернаторский срок. 25 марта 1963 года были объявлены результаты выборов, выиграл Карл Ролваг